# Karavanke Trail
De Karavanke Trail (Sloveens: Daljinska pohodniška pot  Karavanke) is een langeafstandswandelpad in Slovenië. De Karavanke Trail is 140 kilometer lang en loopt door de Karawanken, vanaf startpunt Zgornje Jezersko. Het pad is onderverdeeld in zeven etappes.